# 熱爾庫阿爾河
52°15′47″N 61°33′49″E / 52.2631°N 61.5636°E
熱爾庫阿爾河是中亞的河流，流經俄羅斯車里雅賓斯克州和哈薩克斯坦庫斯塔奈州，屬於托博爾河的左支流，河道全長152公里，流域面積5,100平方公里。

## 外部連結
- Река Синташты (Джилкуар, Синташта, Жилкуар) in the State Water Register of Russia (Russian)